# Irène Terrel
 (février 2025).
Si vous disposez d'ouvrages ou d'articles de référence ou si vous connaissez des sites web de qualité traitant du thème abordé ici, merci de compléter l'article en donnant les références utiles à sa vérifiabilité et en les liant à la section « Notes et références ».
Irène Terrel, née en 1950, est une avocate spécialisée en droit des étrangers et en droit pénal.

## Biographie
Irène Terrel a prêté serment en 1972, et est inscrite au barreau de Paris.
Elle se présente comme une avocate désireuse de « défendre le faible contre l'institution qui l'écrase trop souvent comme un rouleau compresseur ».

### Affaires renommées
Maître Terrel avait dénoncé en 2005 la rédaction, avant l'audience, d'un projet de jugement en matière de reconduite à la frontière.
Elle a défendu l'association Droit au Logement (DAL) et Droits devant !!. Elle a aussi défendu des étrangers en situation irrégulière, et des réfugiés étrangers.
Elle défend Indymedia contre Bouygues dans une affaire de d'information de constructions de centres de rétention.
Elle défend de nombreux militants et associations d'extrême gauche :
- Fin 2005, début 2006, elle limite en appel[pas clair] la peine d'un militant lycéen d'Alternative libertaire (Samuel Morville), pour « outrage à personne dépositaire de l'autorité publique », en marge du mouvement lycéen contre la loi Fillon[6] ;

- En 2008, elle défend des militantes de « Génocide made in France » (au sujet du génocide rwandais) qui avaient organisé une action happy slapping contre Hubert Védrine ;

- Elle est l'avocate de Cesare Battisti en France[7] et de Julien Coupat[8]. Elle a obtenu la remise en liberté de Marina Petrella pour raisons de santé[9].

- Elle défend plusieurs protagonistes de l'affaire de la voiture brûlée (mai 2016) au cours de laquelle plusieurs manifestants proches de la « mouvance contestataire radicale » et de l'Action antifasciste Paris-Banlieue avaient incendié un véhicule de police alors que les policiers se trouvaient dedans. Quatre d'entre eux sont mis en examen notamment pour tentative de meurtre[10]. Le procès aboutit à la condamnation de sept des neuf inculpés, certains étant des étudiants issus de bonnes familles[11],[12], à des peines allant jusqu'à 7 ans de prison. Néanmoins, aucun mandat de dépôt n'est prononcé[13],[14],[15].

- Elle est l'avocate de sept des dix brigadistes rouges arrêtés en avril 2021[16],[17]. Elle obtient pour tous ses assistés un avis défavorable à leur extradition.

Irène Terrel défend aussi la parole des détenus et leurs conditions de détention.